# Kurhotel Tři lilie
Das Kurhotel Tři lilie (deutsch: Drei Lilien) in Františkovy Lázně (Franzensbad) ist das weltweit älteste Kurhotel. In ihm wurde weltweit erstmals in einem Hause Schlafen, Essen, Heilmittel und ärztliche Betreuung verwirklicht. 1828 wurde der Betrieb des ersten öffentlichen Badehauses eröffnet. Seinerzeit gehörte es zu den modernsten seiner Art. Baumeister und Besitzer war der Stadtbaumeister von Eger, ab der Ersteigerung des Grundstückes im Jahr 1792. 1827 ging der Besitz an Christoph Loimann (Burggrafenamt Eger) über. Christoph Loimann war auch der 1. Bürgermeister (von 1852 bis 1862) der selbstständigen und von Eger unabhängigen Gemeinde Franzensbad. Ab 1850 gehörte der Betrieb dem Balneologen Gustav Loimann (* 1823, † 18. Januar 1895 in Franzensbad), der von 1862 bis 1872 auch als Bürgermeister von Franzensbad amtierte.
Zu den berühmten Gästen des Hauses gehörte Johann Wolfgang von Goethe, der dort 1808 wohnte, und Clara Schumann, die dort 1886 und 1889 kurte sowie Marie von Ebner-Eschenbach, die dort ihre Franzensbader Elegien schrieb.
Nach Restaurierung durch den französischen Architekten Jean-Louis Mayer wurde es 1995 wiedereröffnet. Es ist heute ein Boutique-Hotel der Kategorie 4-Sterne.

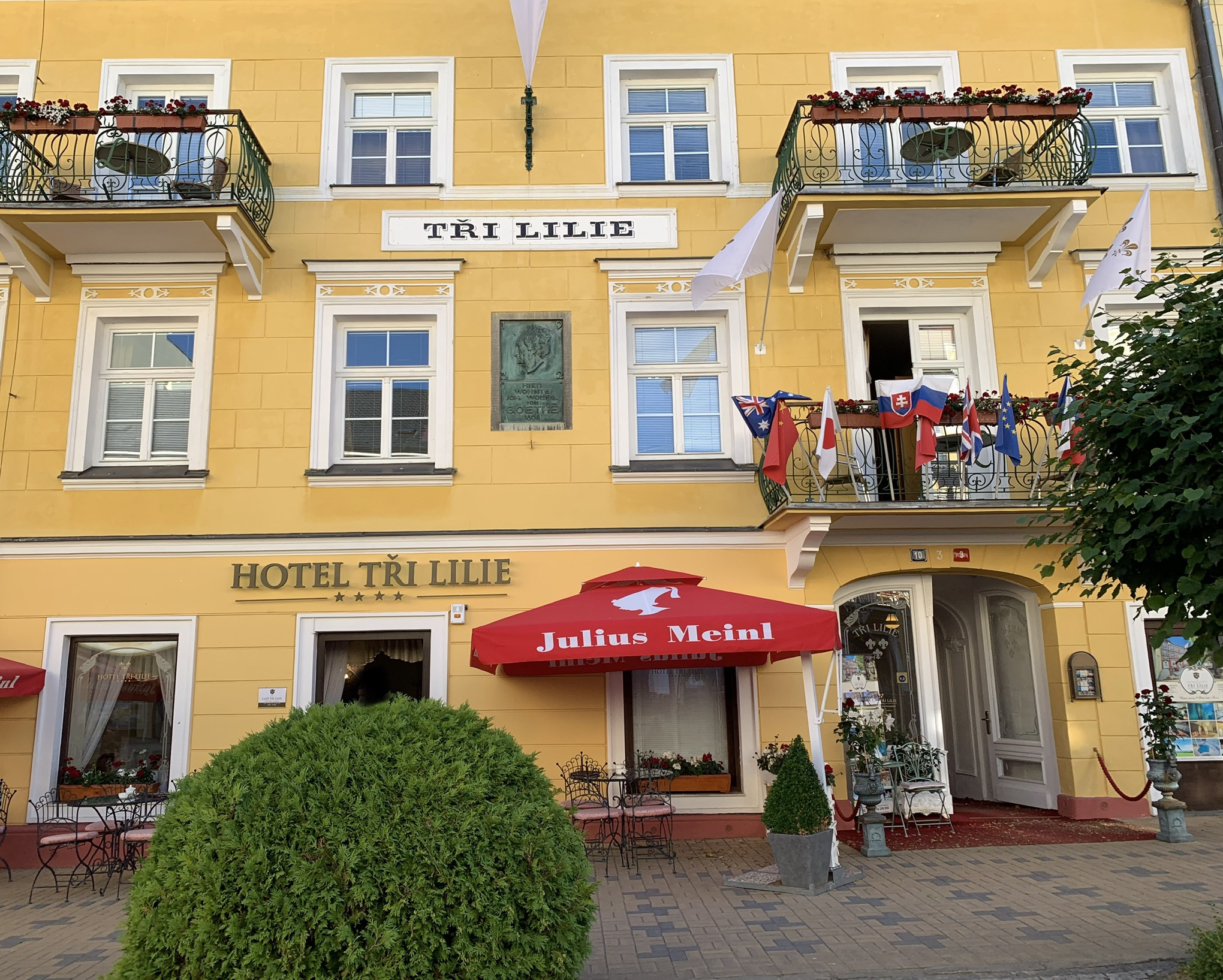
Das Kurhotel „Tři lilie“ (Drei Lilien) ist das älteste Hotel in Františkovy Lázně (Franzensbad). 1995 wurde es wiedereröffnet und wird als 4-Sterne-Boutique Hotel geführt.